# Унгарско-хърватско споразумение
Хърватско-унгарското споразумение (на хърватски: Hrvatsko-ugarska nagodba; на унгарски: Horvát–magyar kiegyezés; на немски: Kroatisch-Ungarischer Ausgleich) е пакт, подписан през 1868 г., който урежда политическия статут на Хърватия в унгарската част на Австро-унгарската империя. То продължава до края на Първата световна война, когато хърватския парламент, като представител на исторически суверенитет на Хърватия, на 29 октомври 1918 г. приема решение за прекратяване на всички държавни и правни връзки с Австро-Унгария. Документът е утвърден от император Франц Йосиф на 12 ноември 1868 г.